# 亀井昭陽
亀井 昭陽（かめい しょうよう、安永2年8月11日（1773年9月27日） - 天保7年5月17日（1836年6月30日））は、江戸時代後期の古文辞学系の儒学者。父・亀井南冥の学業を継ぎ、徂徠学を基本に朱子学を取り入れて家学である亀門学を大成した。諱は昱（いく）、字は元鳳（げんぽう）、通称は昱太郎、昭陽はその号である。別号に空石、月窟、天山遯者、幽人などがある。

## 経歴
福岡藩の儒医である亀井南冥の長男として、筑前国唐人町に生まれる。若くして父の親友である徳山藩の役藍泉の塾に入り、帰国した年に『成国治要』を著し治国策を論じた。南冥とともに「政事」と「学問」の一致を説き、学問における政治的実践を重んじる点において徂徠学の影響下にあるが、徂徠学を絶対視していない。若くから頼山陽と交流し、佐賀の古賀穀堂とともに、「文政の三太郎」と称された（山陽の通称が久太郎、昭陽が昱太郎、穀堂が壽太郎であったため）。
寛政4年（1792年）、朱子学を正学とし古文辞学などの古学を規制する寛政異学の禁の余波が福岡藩にも及び、南冥が藩校甘棠館の祭酒（学長）を罷免されたことを受けて家督を継ぎ、わずか20歳にして福岡藩の藩儒となる。その後、亀門学を西海では右に出るものなしと云われる程に発展させた。
寛政10年（1798年）、唐人町の商家から発した大火により甘棠館校舎が焼失したため甘棠館は廃校となり、免官となる。その後は城代組平士として勤めながら、江戸で南冥著の『論語語由』の開板に従事し、また自身も経学研究に没頭し『周易僣考』、『毛詩考』、『論語語由述志』等、多数の著述を残した。一方で、私塾として亀井塾を開き、広瀬淡窓、広瀬旭荘らを育てた。
没後、父亀井南冥と同じく浄満寺に葬られる。
大正13年（1924年）、正五位を追贈された。